# Lyder

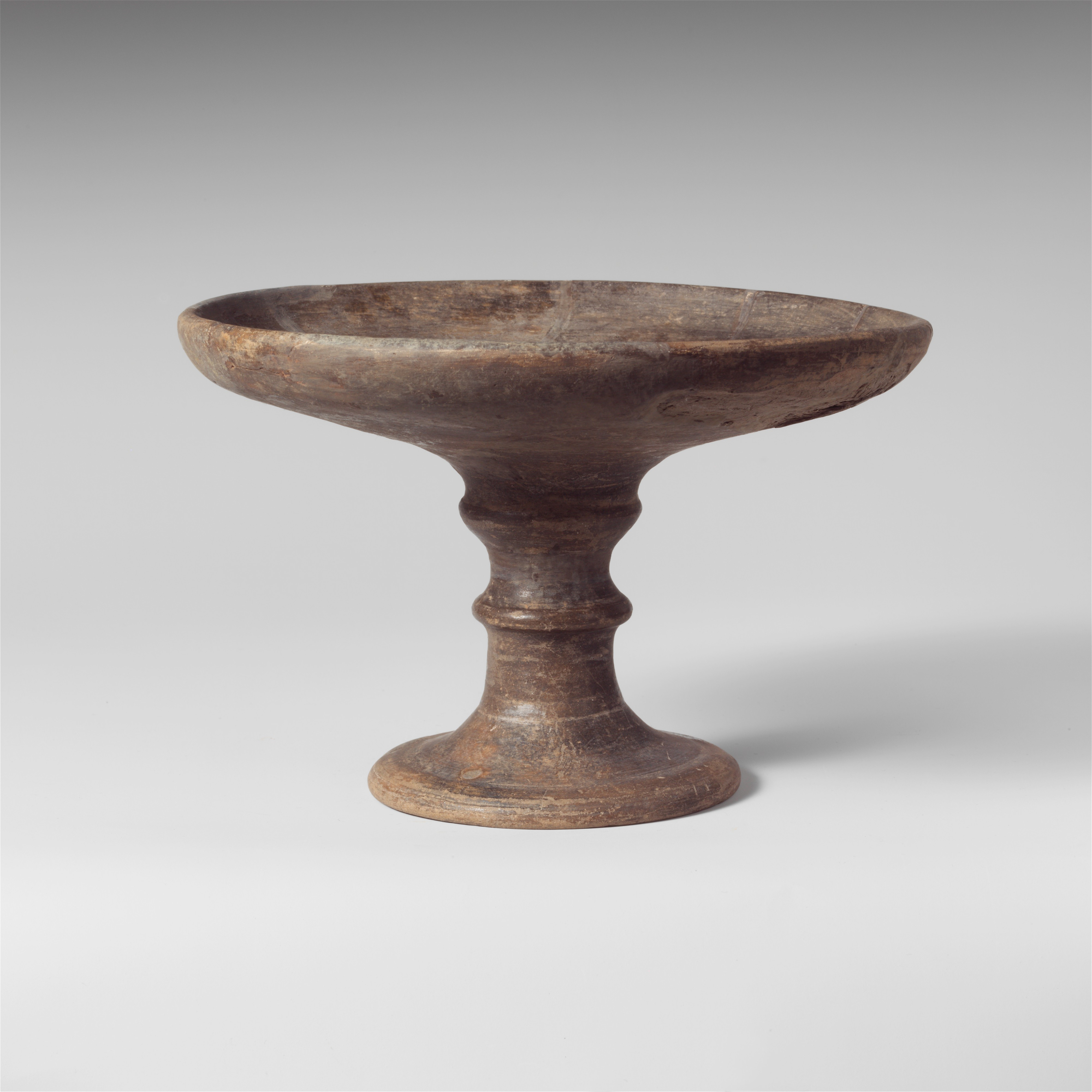
Lydische Keramik aus dem 6. Jahrhundert v. Chr.

Die Lyder waren ein Volk, das in der nach ihnen benannten Landschaft Lydien im Westen Kleinasiens lebte, und werden aufgrund ihrer Sprache mit einem indogermanischen Ursprung verbunden. Ihre Sprache, das Lydische, zählt zum anatolischen Zweig der indogermanischen Sprachen, enthält aber auch Elemente vorindogermanischer alt-anatolischer Sprachen.
Der Aufstieg der lydischen Macht begann mit der Zerstörung des phrygischen Reiches im 7. Jahrhundert v. Chr. Unter der Königsdynastie der Mermnaden, die ca. 680 v. Chr. mit Gyges beginnt, erweiterten die Lyder ihr Reich mit der Hauptstadt Sardes bis zur ostionischen Küste und bis zum Fluss Halys. Dabei gerieten die ostionischen Städte unter immer stärkeren Druck und wurden zum Teil erobert. Rückschläge musste das Lyderreich bis ca. 630 v. Chr. aber immer wieder durch die Kimmerier hinnehmen, die sich im 7. Jahrhundert in Kleinasien aufhielten. So wurde Sardes ca. 652 durch die Kimmerier erobert. Gyges starb bei den Abwehrkämpfen.
Anfang des 6. Jahrhunderts erlangte das lydische Reich unter König Alyattes II. seinen Höhepunkt. Ein Krieg gegen die Meder wurde durch die Sonnenfinsternis vom 28. Mai 585 v. Chr. beendet (in letzter Zeit steht dieses Datum allerdings bei den Althistorikern in der Diskussion). Beide Seiten wurden von dem Naturereignis derart erschreckt, dass sie Frieden schlossen. Fortan bildete der Halys die Grenze zwischen Lydern und Medern. Westlich von ihr konnte Alyattes alle Regionen bis auf Lykien erobern. Lydien war nun gleichberechtigte Macht neben Medien, Babylonien und Ägypten.
Der Nachfolger des Alyattes, König Kroisos, überschritt 547 v. Chr. den Halys und zog gegen die Perser, die das Mederreich annektiert hatten. Nach Herodot (I, 53) hatte das Orakel von Delphi Kroisos prophezeit, er werde ein großes Reich zerstören, wenn er den Halys überschreite. Im (Irr-)Glauben, damit sei das Perserreich gemeint, griff er die Perser an. 547 unterlag Kroisos in der Schlacht bei Pteria den Persern. Die Perser drangen ins Lyderreich ein und eroberten 546 die Hauptstadt Sardes. Lydien wurde eine Satrapie.
Den Lydern wird in antiken Quellen die Erfindung des gemünzten Geldes nachgesagt. Es gibt deutliche Hinweise, dass die Lyder tatsächlich die ersten waren, die beidseitig geprägte Münzen verwendeten. Die frühesten ihrer als Münzen anzusehenden Zahlungsmittel stammen aus dem letzten Drittel des 7. Jahrhunderts v. Chr.